# Klon (Mathematik)
Ein Klon auf einer Menge {\displaystyle A} ist eine Menge von Abbildungen von Potenzen von {\displaystyle A} nach {\displaystyle A}, die die Projektionen enthält und unter Kompositionen abgeschlossen ist. Klone lassen sich als Spezialfall von Operaden auffassen. Sie werden in der universellen Algebra untersucht.

## Definition
Ein Klon oder konkreter Klon auf einer Menge {\displaystyle A} ist eine Menge {\displaystyle C}, bestehend aus Funktionen {\displaystyle f:A^{n}\to A} für jedes positive ganze {\displaystyle n}, sodass
- alle Projektionen enthalten sind, das heißt, dass für alle {\displaystyle 1\leq k\leq n} die Abbildung {\displaystyle \pi _{k}^{n}\colon A^{n}\to A}, die auf die {\displaystyle k}-te Komponente projiziert, in {\displaystyle C} ist und
- {\displaystyle C} unter Kompositionen abgeschlossen ist, das heißt für alle {\displaystyle f\colon A^{m}\to A} in {\displaystyle C} und alle {\displaystyle g_{1},...,g_{m}\colon A^{n}\to A} in {\displaystyle C} ist auch die Abbildung {\displaystyle A^{n}\to A,(x_{1},...,x_{n})\mapsto f(g_{1}(x_{1},...,x_{n}),...,g_{m}(x_{1},...,x_{n}))} in {\displaystyle C}.

Ein abstrakter Klon ist eine Folge {\displaystyle C_{n}} von Mengen zusammen mit Elementen {\displaystyle \pi _{k}^{n}\in C_{n}} für alle {\displaystyle 1\leq k\leq n} sowie Kompositionsabbildungen {\displaystyle *\colon C_{m}\times (C_{n})^{m}\to C_{n}} für alle {\displaystyle m} und {\displaystyle n}, sodass folgendes gilt:
- {\displaystyle c*(\pi _{1}^{n},...,\pi _{n}^{n})=c} für alle {\displaystyle c\in C_{n}}
- {\displaystyle \pi _{k}^{m}*(c_{1},...,c_{m})=c_{k}} für alle {\displaystyle c_{1},...,c_{m}\in C_{n}}
- {\displaystyle c*(d_{1}*(e_{1},...,e_{n}),...,d_{m}*(e_{1},...,e_{n}))=(c*(d_{1},...,d_{m}))*(e_{1},...,e_{n})} für alle {\displaystyle c\in C_{m},d_{1},...,d_{m}\in C_{n},e_{1},...,e_{n}\in C_{k}}

Jeder konkrete Klon definiert einen abstrakten Klon.

## Polymorphismenklone
Sei {\displaystyle A} eine Struktur über einer Signatur {\displaystyle \sigma }. Ein Polymorphismus von {\displaystyle A} ist ein {\displaystyle \sigma }-Homomorphismus von {\displaystyle A^{n}} nach {\displaystyle A}. Für {\displaystyle n=1} ist also ein Polymorphismus genau ein Endomorphismus.
Die Menge aller Polymorphismen auf einer Struktur bildet einen Klon, den sogenannten Polymorphismenklon.

### Beispiele
- Für eine Gruppe {\displaystyle (G;\circ )} sind die Polymorphismen genau die Gruppenhomomorphismen von {\displaystyle G\times ...\times G} nach {\displaystyle G}.

- Für einen Körper {\displaystyle (K;0,1,+,\cdot )} sind die Polymorphismen genau die unitären Ringhomomorphismen {\displaystyle K^{n}\to K}. Es handelt sich dabei nur deshalb nicht um Körperhomomorphismen, da {\displaystyle K^{n}} im Allgemeinen kein Körper ist.
- Für einen unitären Ring {\displaystyle R} mit Signatur {\displaystyle (0,1,+,\cdot )} sind die Polymorphismen genau die unitären Ringhomomorphismen {\displaystyle R^{n}\to R}. Betrachtet man {\displaystyle R} über der Signatur {\displaystyle (0,+,\cdot )}, so ergeben sich stattdessen alle Ringhomomorphismen {\displaystyle R^{n}\to R} einschließlich nichtunitärer Morphismen.
- Ein Vektorraum {\displaystyle V} über einem Körper {\displaystyle K} lässt sich als Struktur über der Signatur {\displaystyle (+,0,(\cdot \lambda )_{\lambda \in K})} auffassen, wobei {\displaystyle \cdot \lambda } die Skalarmultiplikation mit Elementen aus dem Körper bezeichnet. Die Polymorphismen dieser Struktur sind genau die linearen Abbildungen von {\displaystyle V^{n}} nach {\displaystyle V}. Der Polymorphismenklon ist damit nicht die Endomophismenpoerade, in der die multilinearen Abbildungen betrachtet werden.

### Galoisverbindungen für Polymorphismen
Wenn {\displaystyle C} ein konkreter Klon auf {\displaystyle A} ist, dann heißt eine Teilmenge {\displaystyle B\subseteq A^{m}} stabil unter {\displaystyle C}, wenn für alle {\displaystyle (b_{1,1},...,b_{1,m}),...,(b_{n,1},...,b_{n,m})\in B} und alle {\displaystyle f\colon A^{n}\to A\in C} auch das Tupel {\displaystyle (f(b_{1,1},...,b_{n,1}),...,f(b_{1,m},...,b_{n,m}))} in {\displaystyle B} liegt.
Wenn {\displaystyle (A;\sigma )} eine endliche Struktur ist, dann ist eine Teilmenge {\displaystyle B\subseteq A^{n}} genau dann stabil unter den Polymorphismen von {\displaystyle (A,\sigma )}, wenn {\displaystyle B} aus {\displaystyle \sigma } primitiv positiv definierbar ist. Dabei heißt letzteres, dass {\displaystyle B} definierbar in Logik erster Stufe ist, wobei nur Existenzquantoren, Und-Verknüpfungen, Falsum und Beziehungen aus {\displaystyle \sigma }, sowie Gleichheit von Variablen zugelassen sind. Negationen, Allquantoren, sowie Oder-Verknüpfungen sind explizit ausgeschlossen.

### Polymorphismen und Komplexitätstheorie
Für zwei Strukturen {\displaystyle (A;\sigma )} und {\displaystyle (B;\sigma )} über derselben Signatur lässt sich die Menge der {\displaystyle \sigma }-Homomorphismen von {\displaystyle B} nach {\displaystyle A} untersuchen. Falls {\displaystyle A} und {\displaystyle B} endliche Mengen sind, so ist es ein endliches Problem, zu entscheiden ob diese Menge leer ist. Das Bedingungserfüllbarkeitsproblem (aus dem Englischen auch constraint satisfaction problem, CSP) zu einer Struktur {\displaystyle (A;\sigma )} ist das Folgende: Man finde für eine endliche Struktur {\displaystyle (B;\sigma )}, die als Eingabe übergeben wird, heraus, ob es einen {\displaystyle \sigma }-Homomorphismus von {\displaystyle B} nach {\displaystyle A} gibt. Die Komplexitätsklasse dieses Problems hängt von dem Vorhandensein von Polymorphismen von {\displaystyle A} ab.
Eine Siggersfunktion ist ein Polymorphismus {\displaystyle s:A^{6}\to A}, der die Identität {\displaystyle s(x,y,z,x,y,z)=s(y,z,x,z,x,y)} erfüllt.
Das Bedingungserfüllbarkeitsproblem zu einer endlichen Struktur {\displaystyle A} ist in P, falls es eine Siggersfunktion gibt und ansonsten NP-vollständig.